# Nationaal park North York Moors
Nationaal park North York Moors (Engels: North York Moors National Park) is een nationaal park in het noorden van Engeland. Het park werd opgericht in 1952, is 1435 vierkante kilometer groot en ligt in het graafschap North Yorkshire. Het landschap bestaat uit heuvels, hoogvlaktes, graslanden, heide, bos en kust.

## Afbeeldingen

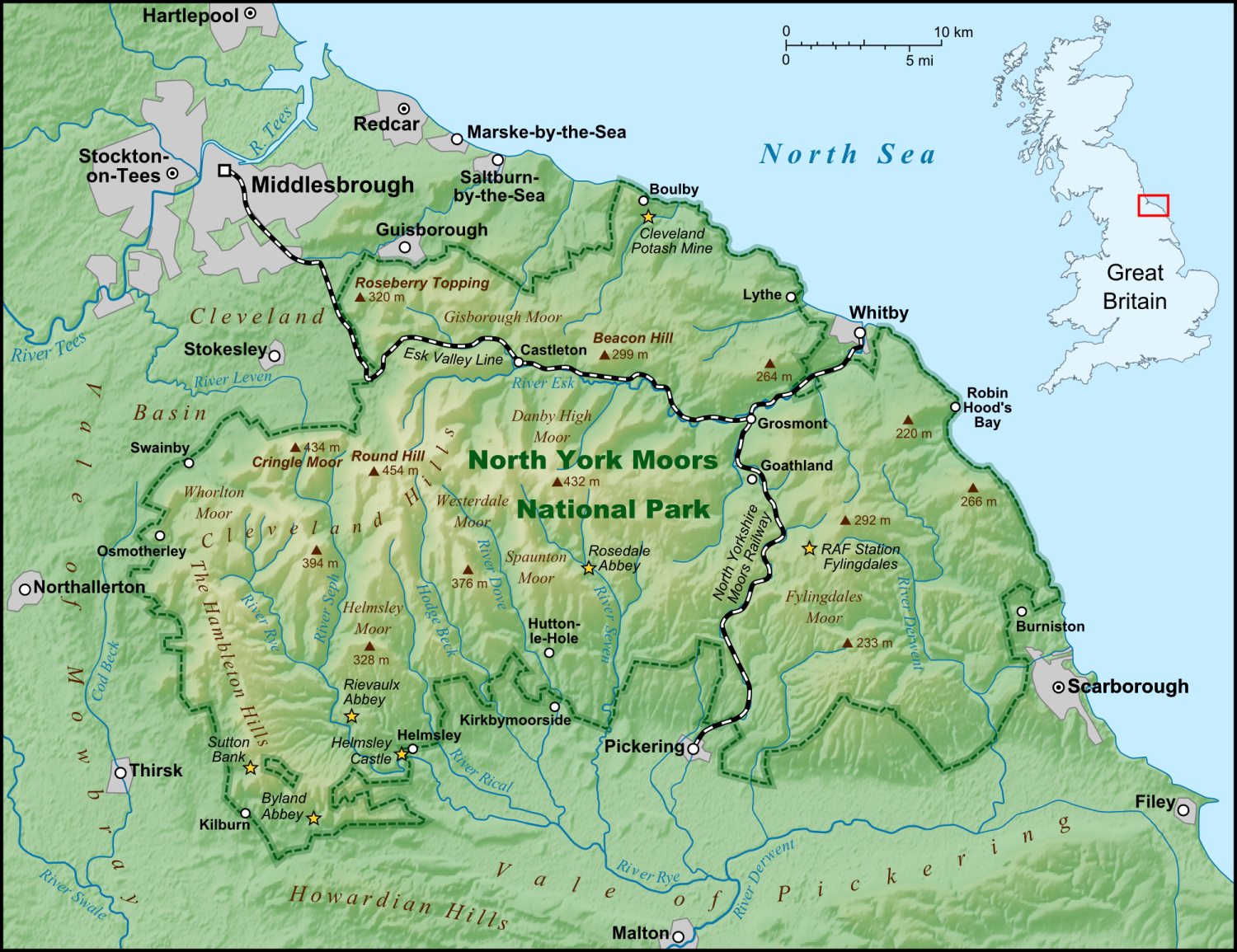
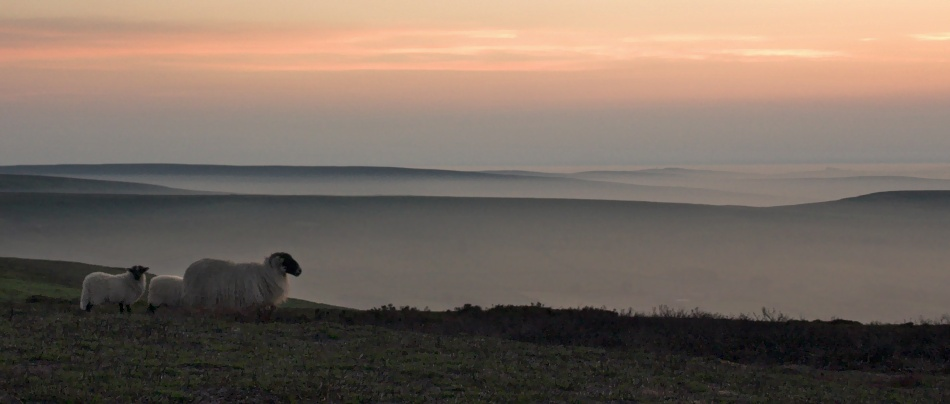
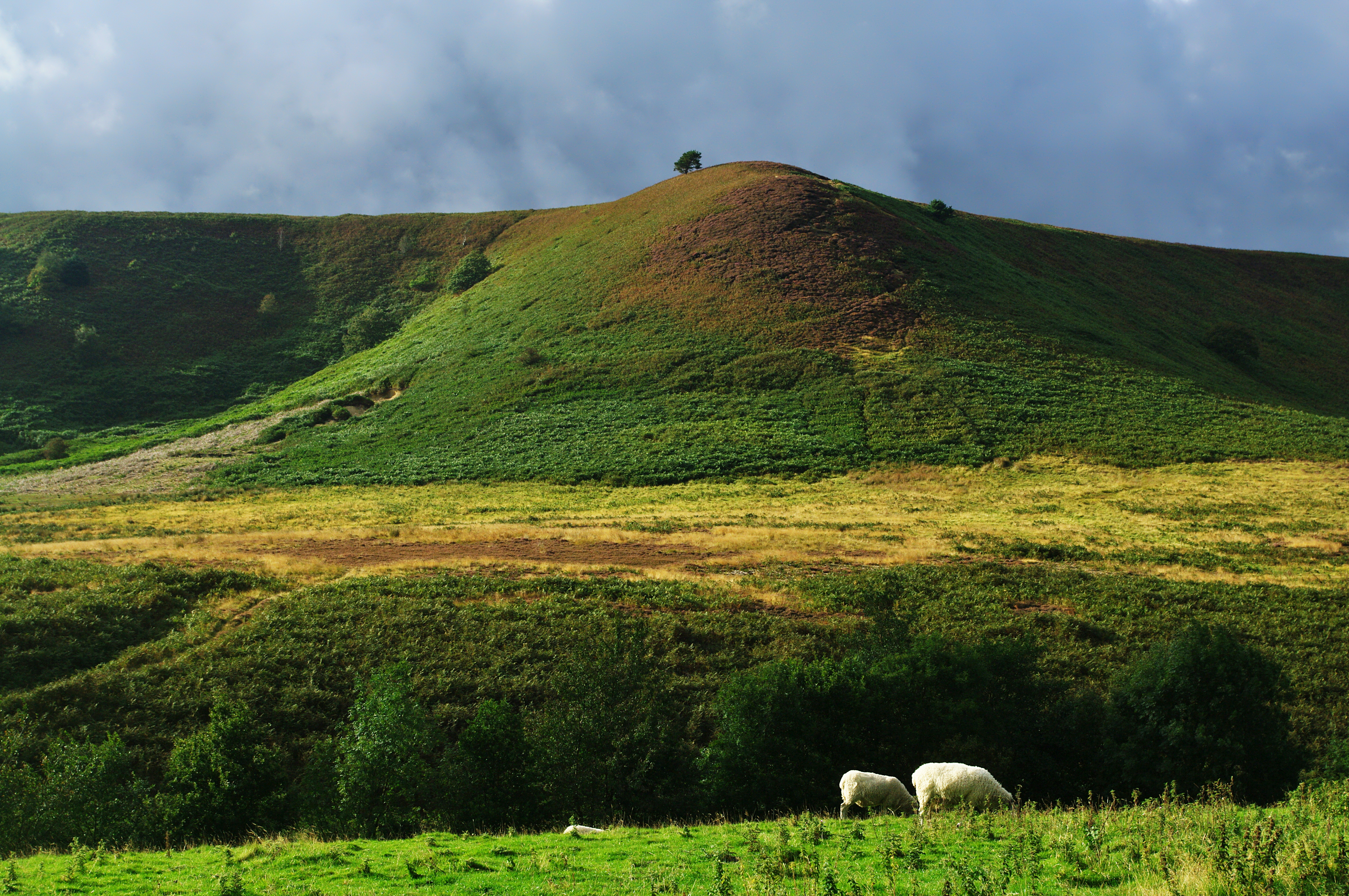
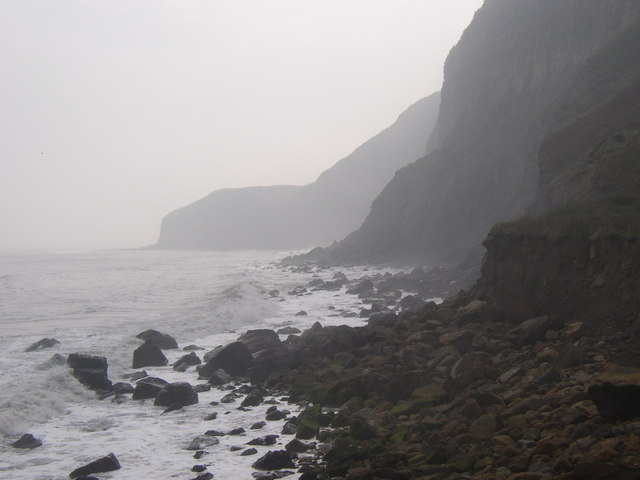
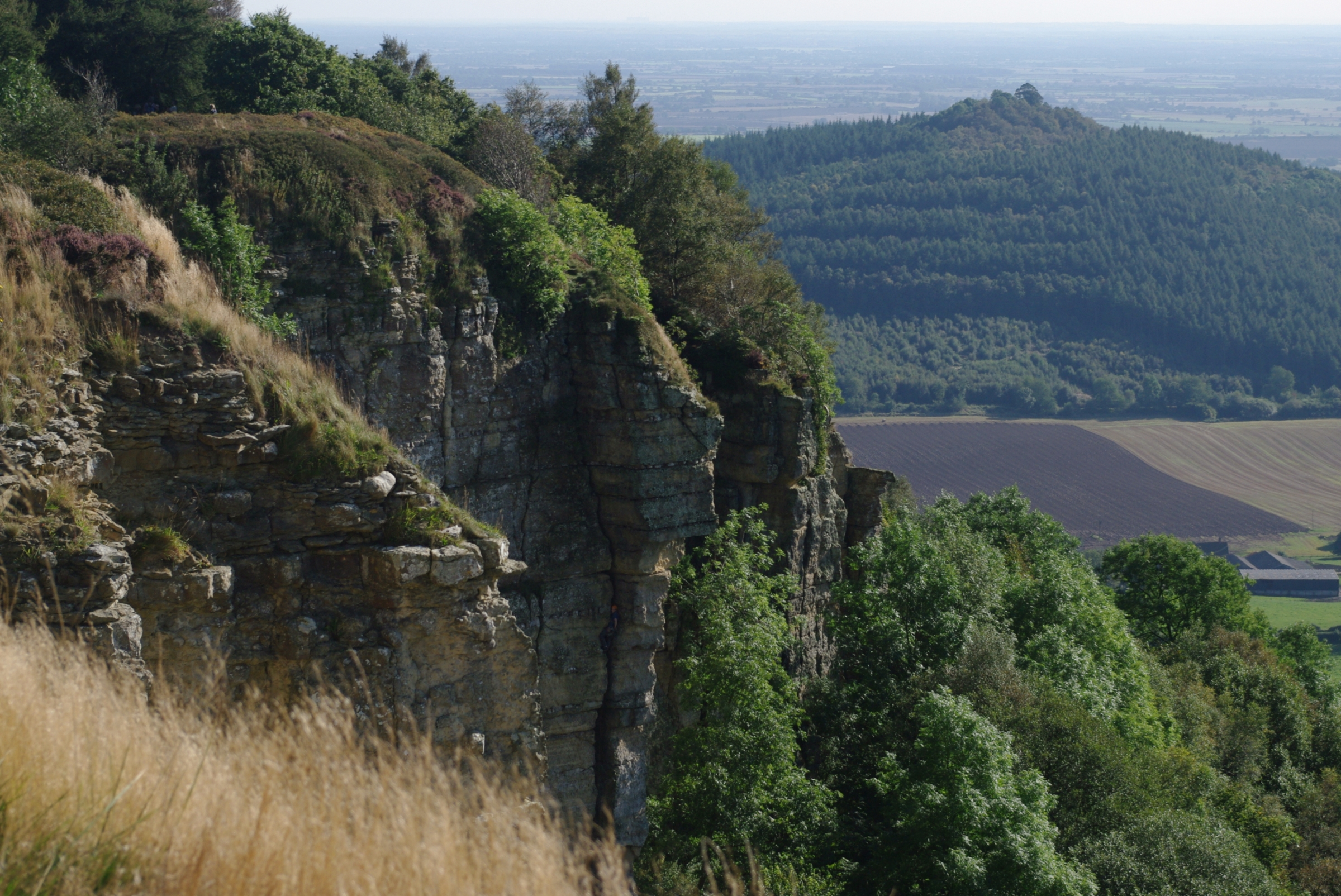
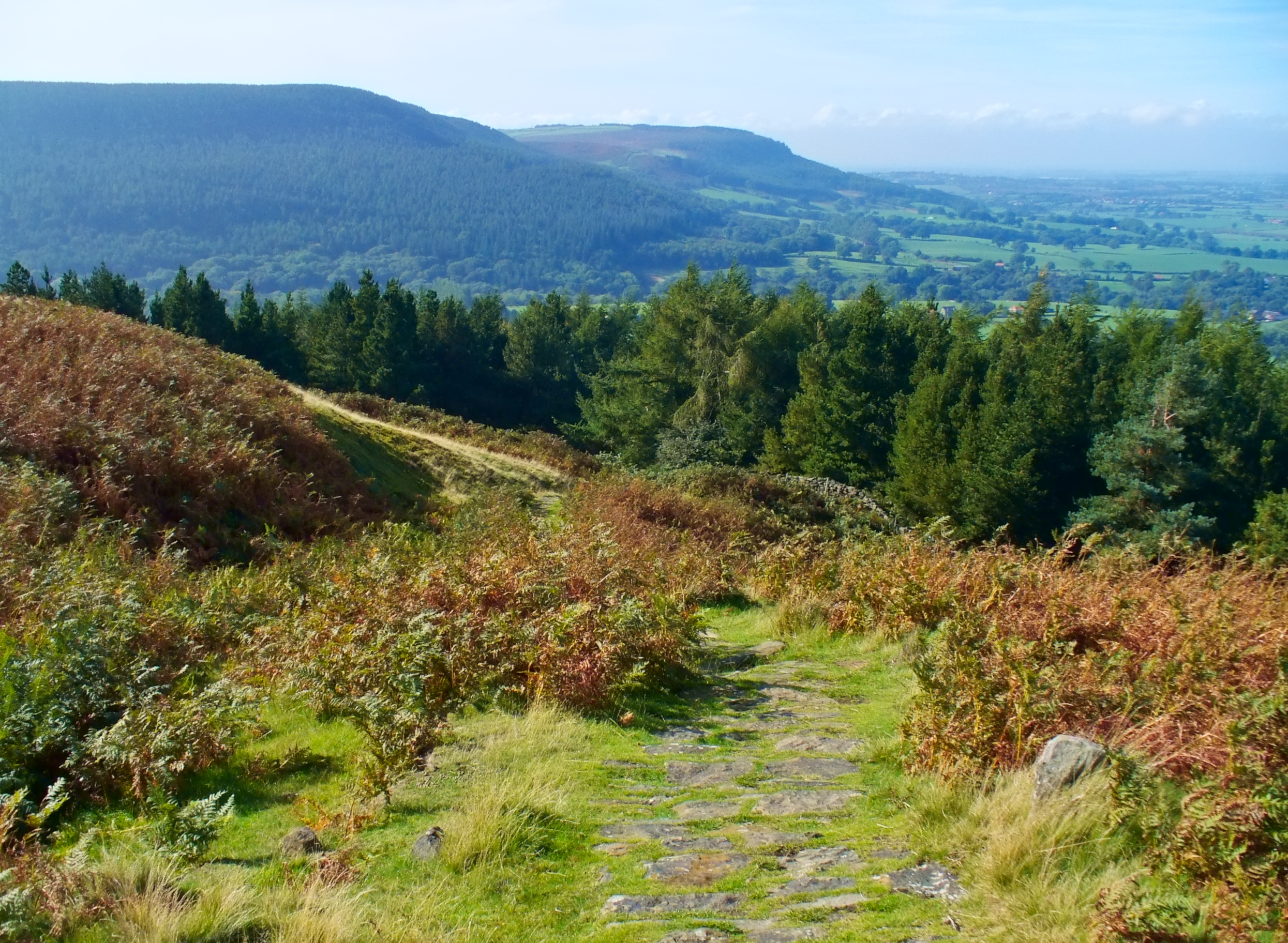
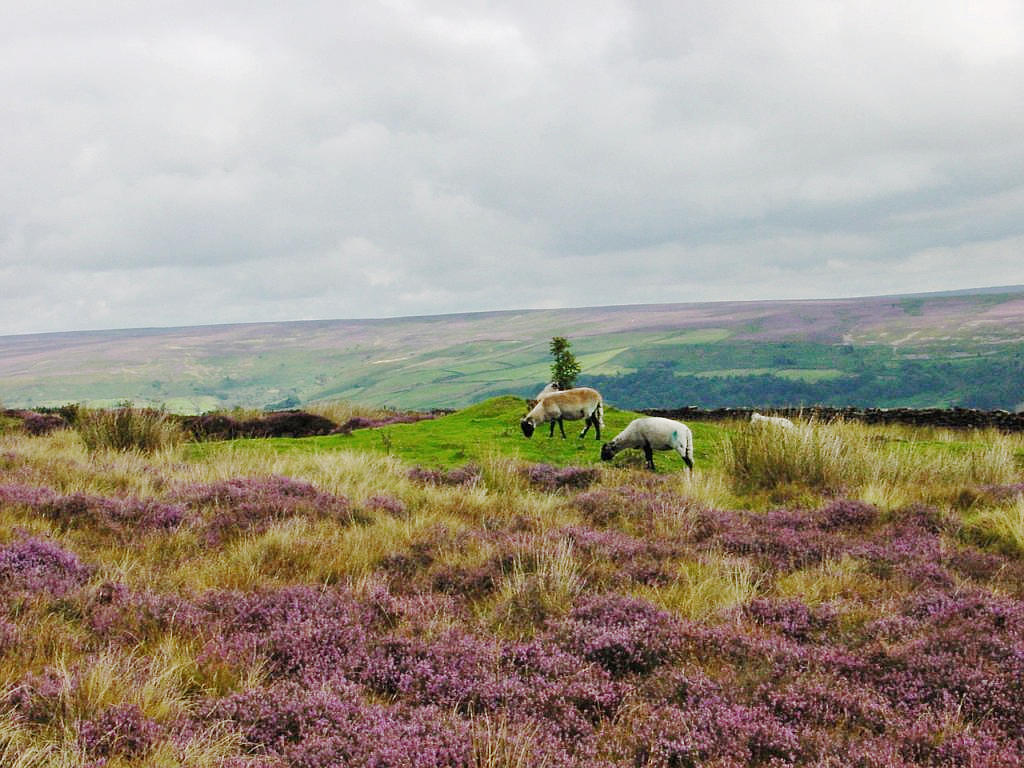
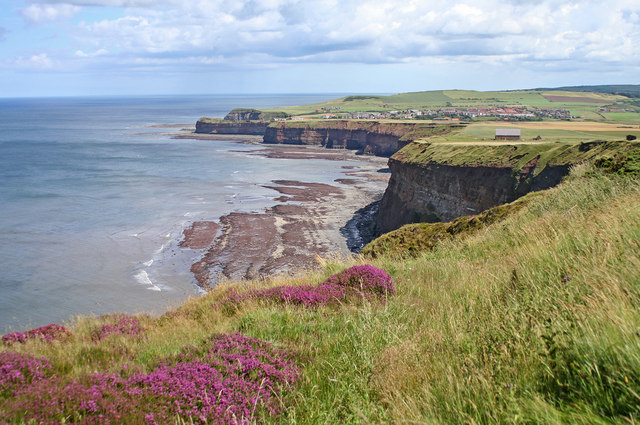
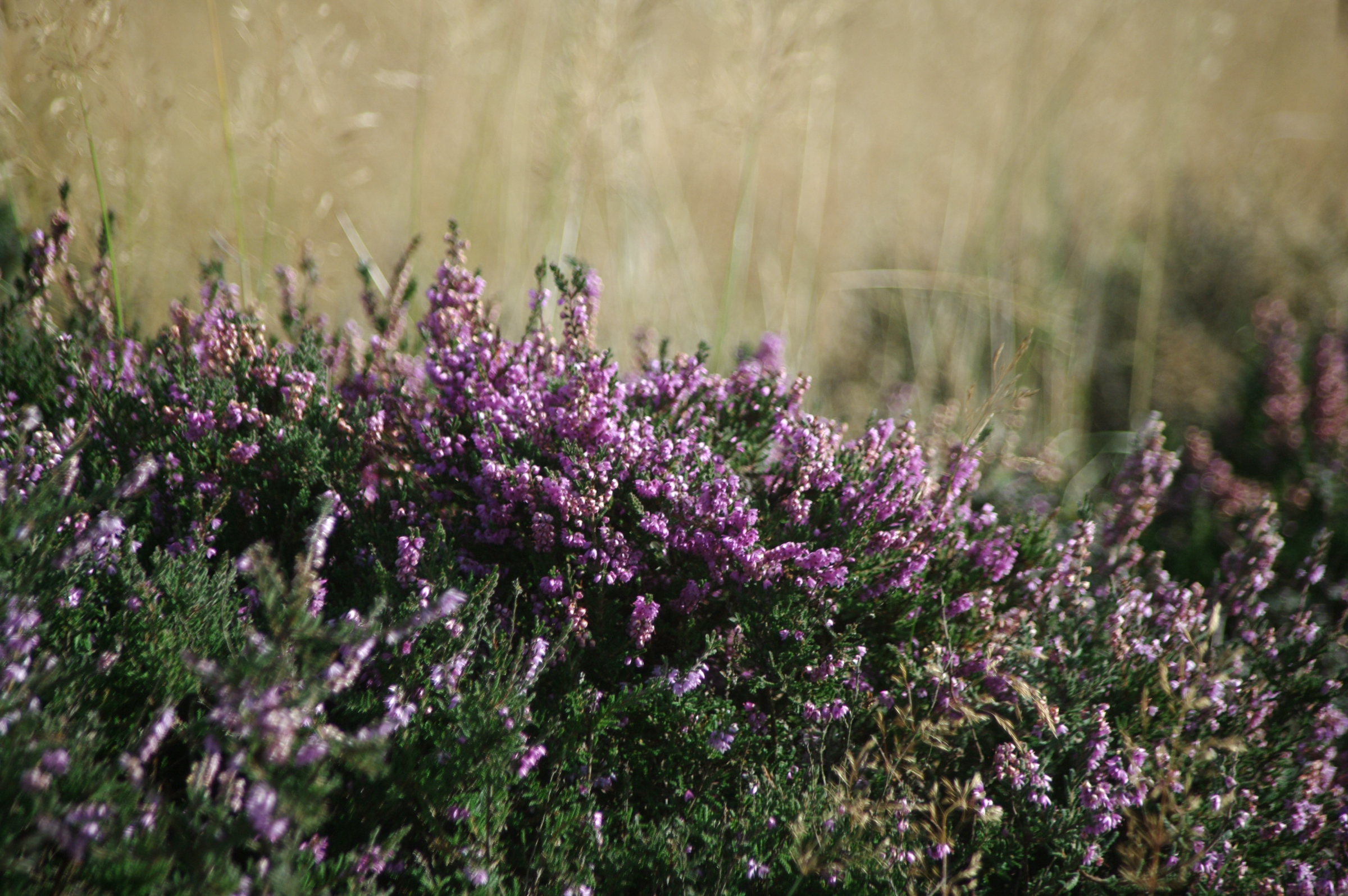
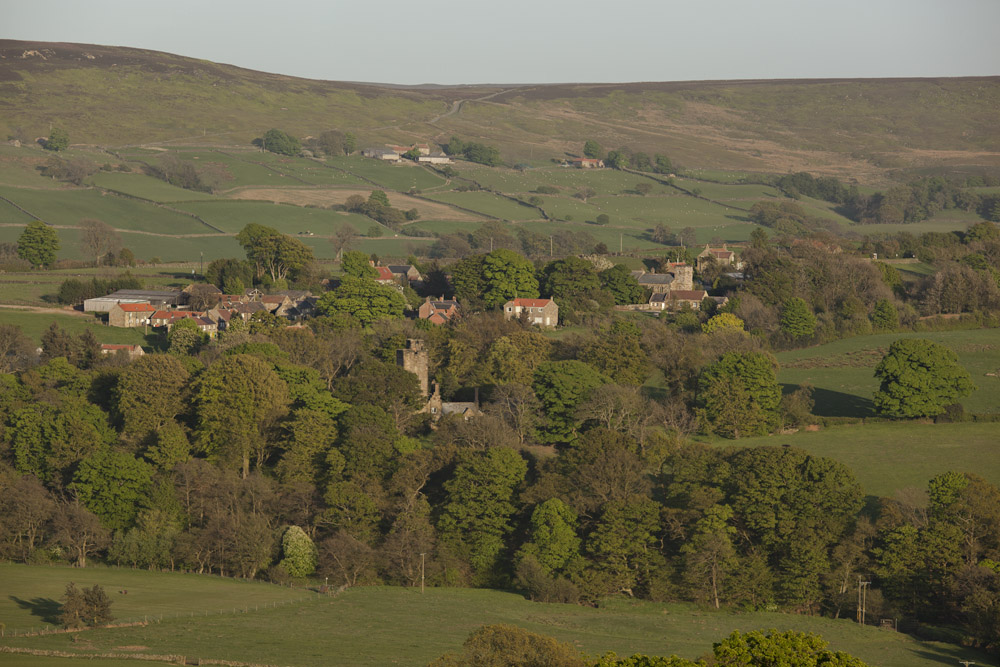
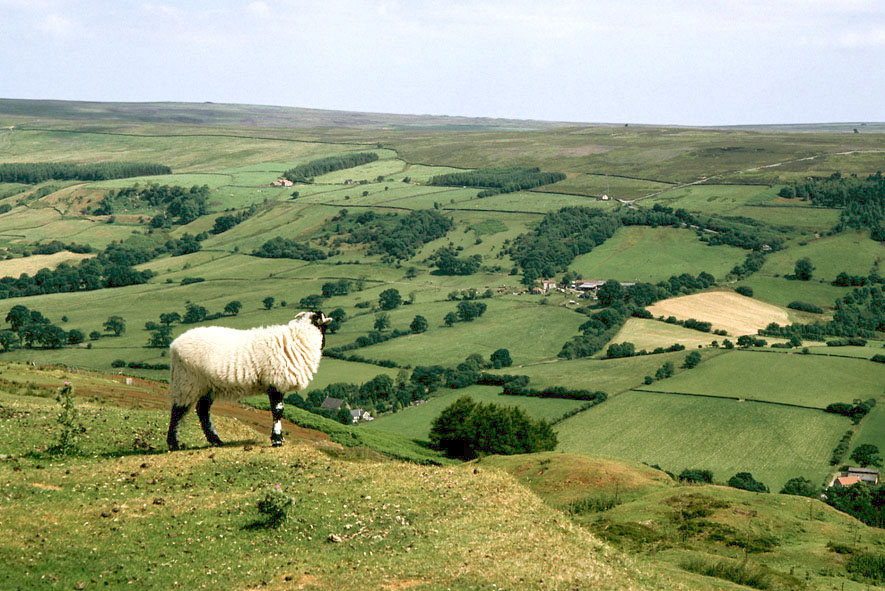
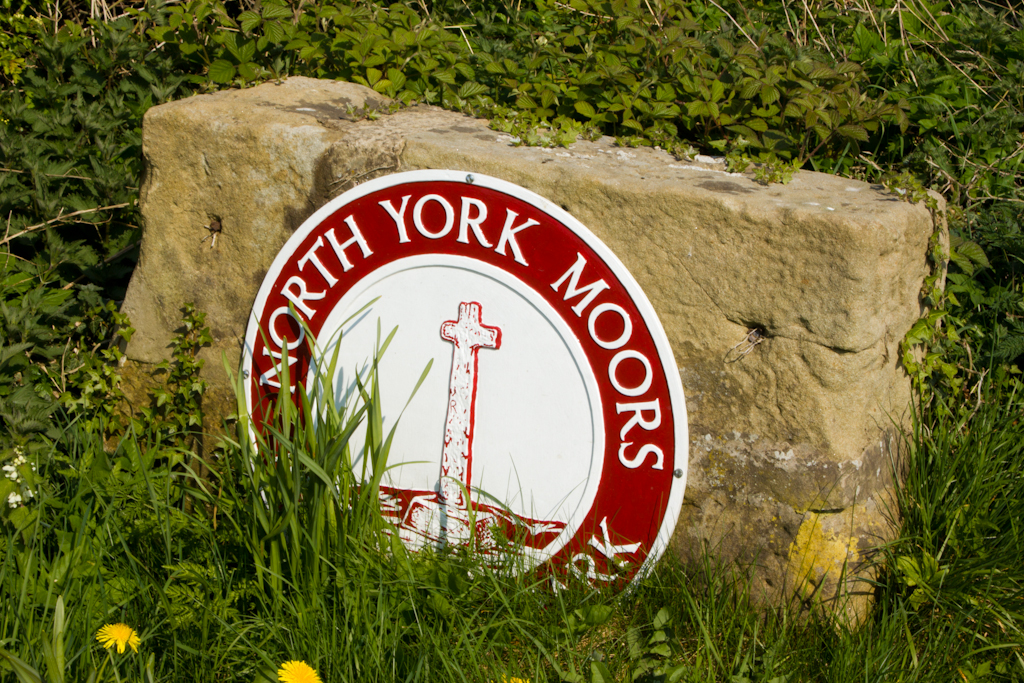